# Lagonda 16/65
La Lagonda 16/65 è un'autovettura di lusso prodotta dalla casa automobilistica britannica Lagonda dal 1926 al 1930.. È stata prodotta in versione berlina quattro porte e turismo quattro porte. Il numero "16" nel nome della vettura si riferiva alla potenza fiscale, mentre il "65" alla potenza in cavalli vapore britannici. In totale ne vennero prodotti 250 esemplari. È giunto sino a noi un solo esemplare di 16/65

## Il contesto

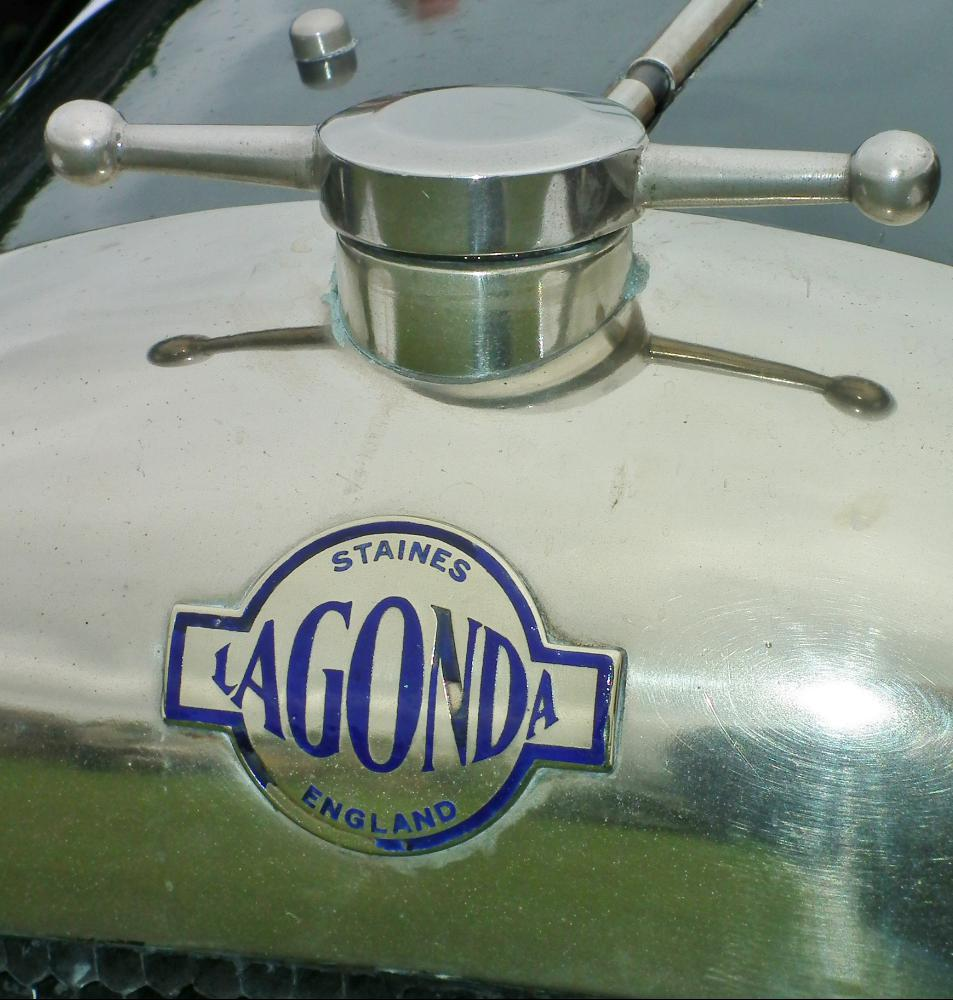
Particolare del radiatore di una Lagonda 16/65 del 1927

Fu il secondo modello progettato dopo la morte del fondatore della casa automobilistica britannica, Wilbur Gunn. Nel nuovo corso progettuale fu la seconda dopo la Lagonda 14/60. Il progetto fu del neoassunto Arthur Davidson, che proveniva dalla Lea-Francis.

## Caratteristiche tecniche
Il modello aveva installato un motore a sei cilindri avente una cilindrata di 2.692 cm³ e una distribuzione a valvole in testa. I primi esemplari montavano un propulsore da 2.389 cm³. L'alesaggio del primo era di 69 mm mentre quello del secondo di 65 mm. Per entrambi la corsa era di 120 mm. Tutti e due i propulsori avevano montato un carburatore Zenith.
Il cambio era a quattro rapporti mentre la frizione era a disco secco. L'albero di trasmissione, che erogava il moto verso il retrotreno alle ruote posteriori, era situato nella parte centrale del veicolo ed era compreso tra il cambio e il differenziale. Il telaio della 16/65 era la versione allungata del telaio montato sulla Lagonda 14/60. Le sospensioni posteriori e anteriori erano a balestra semiellittica. Le ruote erano a raggi.
È stata prodotta in versione berlina quattro porte e turismo quattro porte.